# Frans Smet-Verhas
Frans Smet-Verhas né Frans Smet à Tamise le 21 août 1851 et décédé à Anvers le 20 mars 1925 est un architecte belge de style Art nouveau actif principalement à Anvers.

## Carrière
À la suite de son mariage avec Sophia Verhas, Frans Smet prend le nom de Smet-Verhas à partir de 1887. Son activité en tant qu'architecte s'étend de 1880 à 1910. Il est un des plus grands architectes de style Art nouveau à Anvers. On lui doit deux des immeubles Art nouveau les plus connus de la ville d'Anvers : l'excentrique maison des Cinq Continents (Huis De Vijf Werelddelen) réalisée en 1901 et la maison La Bataille de Waterloo (Huis De Slag van Waterloo) bâtie en 1905. Avant d'opter pour le style Art nouveau au début du XXe siècle, il a réalisé des immeubles de styles éclectique et néo-renaissance flamande.

## Principales réalisations
- Hôtel Het Zuidkasteel, Bolivarplaats, 2, 1882, style éclectique
- Bureau de Poste, Arendstraat 52, 1891, style néo-renaissance flamande
- Ensemble Den Overvloed en Den Ooievaar, Cogels osylei, 3/5/7, 1896, style néo-renaissance flamande
- Kunstenaarswoning (maison-atelier) Jef Koefoed, Anselmostraat 86, 1898, style éclectique
- Waterloostraat, 14/16/18, 1901, style Art nouveau
- Maison des Cinq Continents (Huis De Vijf Werelddelen), 1901, style Art nouveau
- Maison Selderslachts-Clasman, 1904, style Art nouveau
- Maison La Bataille de Waterloo (Huis De Slag van Waterloo), 1905, style Art nouveau
- Maison Schroyens, 1908, style Art nouveau

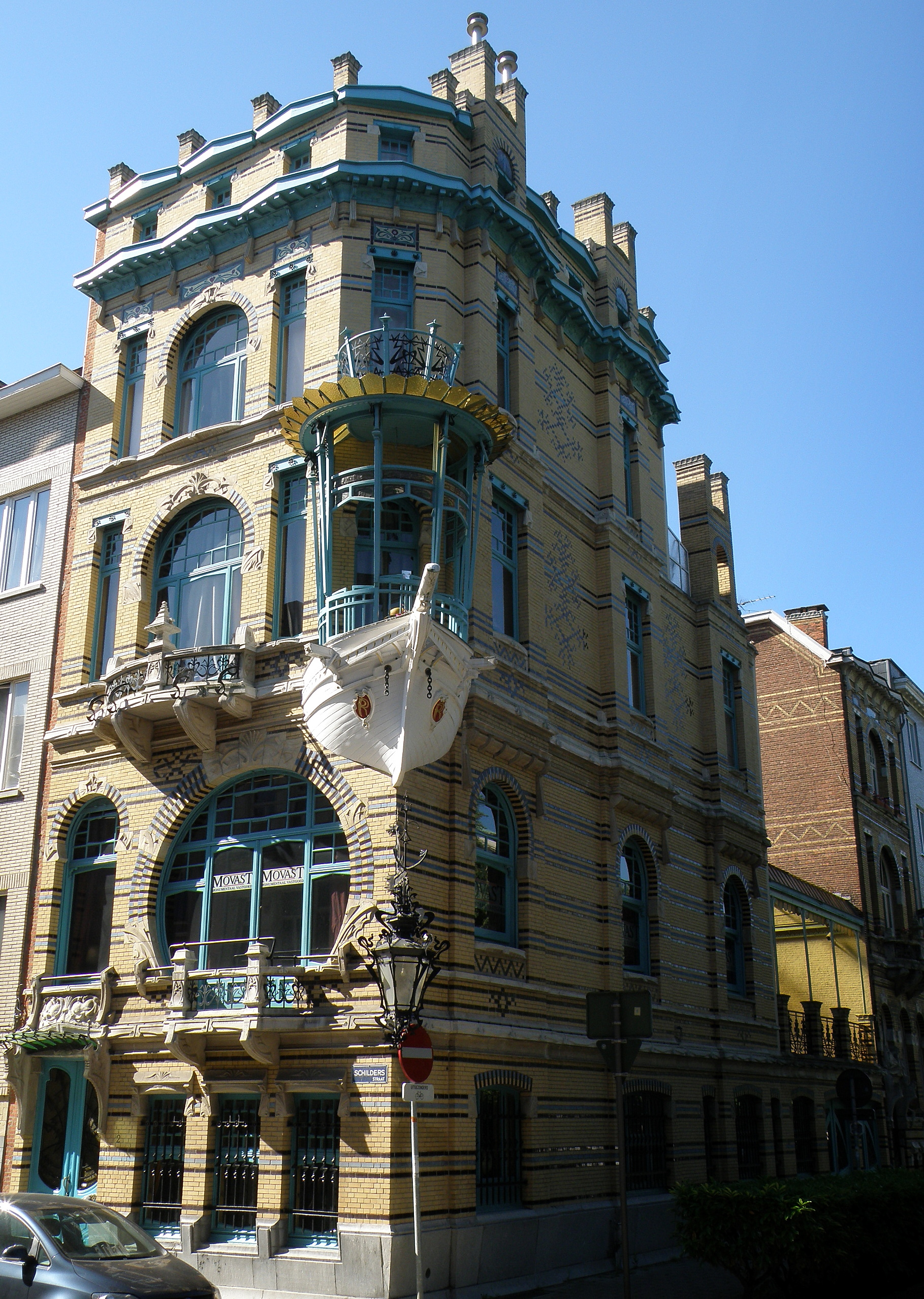
Maison Les Cinq Continents
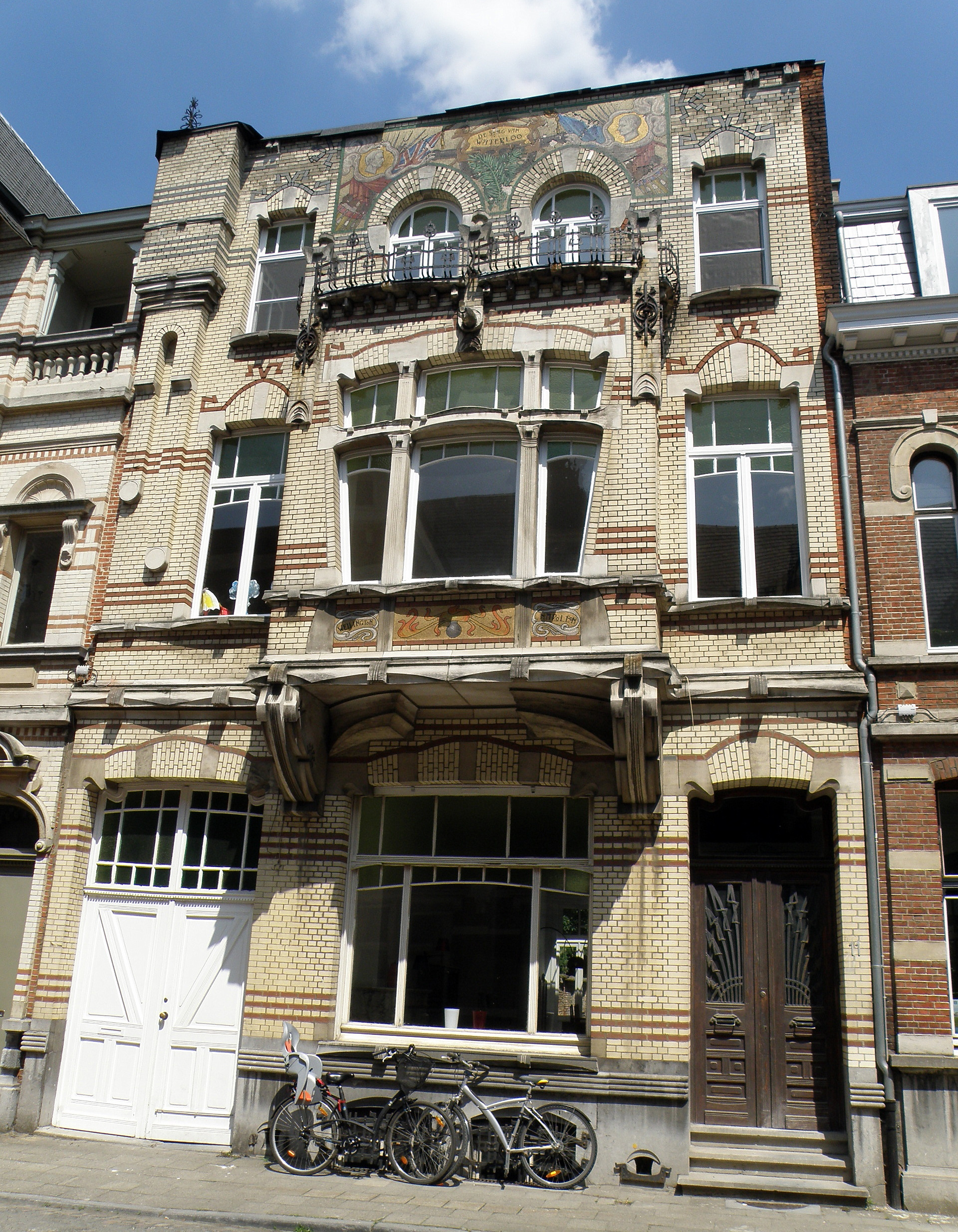
Maison La Bataille de Waterloo
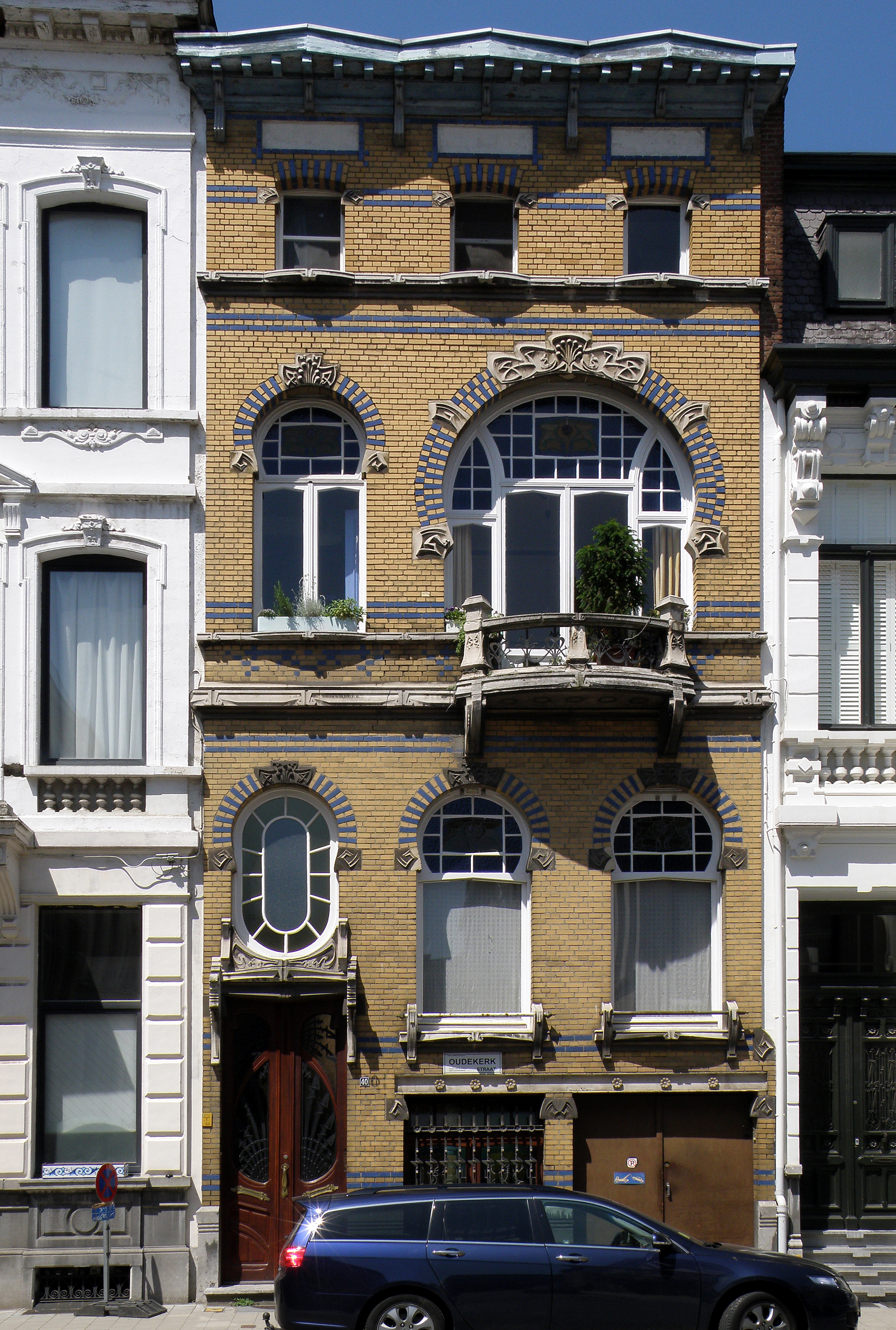
Maison Selderslachts-Clasman
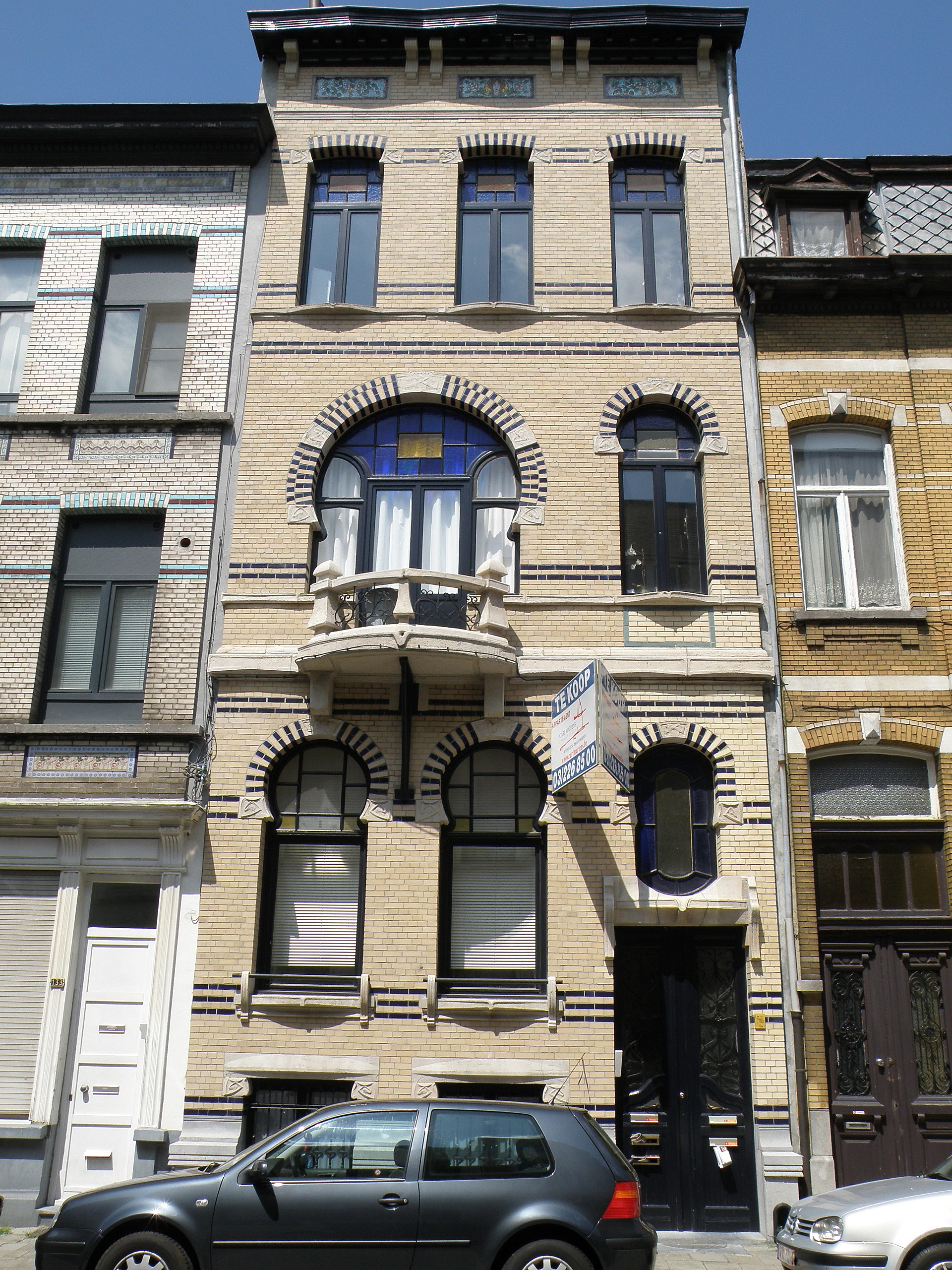
Maison Schroyens

## Sources
- (nl) https://inventaris.onroerenderfgoed.be/dibe/persoon/7007 Site des Monuments historiques] de la Région flamande, avec notices individuelles, souvent détaillées, sur chacun des ouvrages de Frans Smet-Verhas.
- Art nouveau en Belgique, Architecture et intérieurs de Françoise Dierkens-Aubry et Jos Vandenbreeden, Ed. Duculot